# 순정 (1968년 영화)
"순정"은 1968년 공개된 대한민국의 영화이다.

## 배역
- 신영균
- 윤정희
- 고은아
- 최성호
- 이빈화
- 어윤길
- 석운아